# Jonathan Winibyker López
Jonathan Winibyker López Mejicanos (n 10 de mayo de 1988, San Pablo, San Marcos) es un futbolista guatemalteco, juega como volante, actualmente juega para el Santos de la Primera División de Costa Rica.

## Biografía
Jonathan nació en el Municipio de San Pablo, Departamento de San Marcos, en donde unos años después viajó a la cabecera de dicho Departamento para incorporarse a las inferiores de Deportivo Marquense.

## Clubes
| Club                              | País      | Año           |
| --------------------------------- | --------- | ------------- |
| Club Deportivo Marquense          | Guatemala | 2009 - 2012   |
| Club Social y Deportivo Municipal | Guatemala | 2013          |
| Antigua GFC                       | Guatemala | 2013 - 2014   |
| Xelajú Mario Camposeco            | Guatemala | 2015 - 2016   |
| Club Deportivo Marquense          | Guatemala | 2016-2017     |
| Deportivo Malacateco              | Guatemala | 2017-2018     |
| Club Deportivo Iztapa             | Guatemala | 2018-2021     |
| Deportivo San Pedro               | Guatemala | 2021-presente |